# قرار مجلس الأمن التابع للأمم المتحدة رقم 802
قرار مجلس الأمن التابع للأمم المتحدة رقم 802، الذي تم تبنيه بالإجماع في 25 يناير 1993، بعد إعادة التأكيد على القرار 713 (1991) وجميع القرارات اللاحقة ذات الصلة، وعبر المجلس عن قلقه من الهجمات التي يشنها الجيش الكرواتي في المناطق المحمية من قبل الأمم المتحدة، وطالب المجلس بالوقف الفوري الأعمال العدائية وانسحاب القوات الكرواتية من المناطق.
كما أدان المجلس الهجمات التي تعرضت لها قوة الأمم المتحدة للحماية، مطالباً بإعادة الأسلحة التي تم الاستيلاء عليها من مخازن القوة على الفور. كما دعا جميع الأطراف والجهات الأخرى المعنية إلى الامتثال الصارم لترتيبات وقف إطلاق النار وخطة الأمم المتحدة لحفظ السلام، بما في ذلك حل وتسريح وحدات الدفاع الإقليمية الصربية وغيرها.
ثم أعرب القرار عن تعازيه لأسر القتلى من قوة الأمم المتحدة للحماية، مطالباً الأطراف في المنطقة باحترام سلامة القوة. كما طالب جميع الأطراف بالتعاون مع قوة الحماية والسماح لحركة المرور المدنية باستخدام المعابر في ماسلينيكا وفي سبليت.

## روابط خارجية
- نص القرار في undocs.org